# Квени (народ)
Квени (гвио, гуро, ло) — народ, проживающий на территории Кот-д'Ивуар, в долине реки Бандама.

## Язык
Основным языком является квени, ло или гуро. Существует несколько региональных диалектов. Численность населения данного народа составляет 420 тыс. человек.

## История
В XVI—XVII вв., переселились с севера на нынешнюю территорию и ассимилировали аборигенов (гагу, нван и др.). Сейчас их считают как субэтнические группы квени. Между культурами южных и северных районов замечены региональные отличия. Живут в круглых или прямоугольных домах. Поселения компактные. В основном питаются растительной пищей (каши, похлебки). Богатые люди, как женщины так и мужчины, носят луковицеобразные браслеты из слоновой кости, считается, что модно носить два таких браслета один под другим на запястье.

## Занятия
Ручное земледелие считается традиционным занятием квени. Основным мужским занятием была охота. Также разводят мелкий рогатый скот и свиней. Гуро сейчас в основном земледельцы. Они выращивают рис, ямс, маис; на юге — батат, на севере — маниок, таро. Их товарные культуры: кофе, какао, и бананы. Орех кола, пальмовое вино являются продуктами обмена. Чаще всего товары подсобного хозяйства продавали женщины, а специально произведенные на продажу товары сбывались мужчинами на рынке.
Распространены такие ремесла как гончарное, кузнечное, ткацкое, плетение, также изготовление масок из дерева. Эти маски создаются каждым поколением молодых людей и играют большую роль в ритуалах, являющихся отражением социальных потрясений. Одна из популярных человеческих масок племени гуро представляет собой лицо с косыми глазами и улыбкой.

## Религия
Квени сохраняют традиционные верования. Среди них есть христиане-католики и мусульмане-сунниты. Традиционными верованиями являются вера в мифы, также повсеместно распространены культы сил природы и предков.

## Ритуалы
Среди квени распространён ритуальный танец заули (фр. zaouli), исполняемый на свадьбах и других празднествах, а также на похоронах в честь духов земледелия и процветания во всех сферах жизни. Танец предваряется музыкальным проигрышем, как бы призывающим танцора начать исполнение. Во время исполнения танцор (раньше танец исполняли преимущественно женщины, а в наше время — мужчины) носит на лице маску, считающуюся символом утонченной женской красоты, и увенчанную рожками, как у антилоп или баранов, или изображениями птиц и змей. Маска, используемая для заули — вертикальной формы и устойчиво держится на лице, так как танцор держит в зубах деревяшку или скрученную веревку, прикрепленную ко рту маски. Она красится в яркие цвета, при этом она обладает изящными и тонкими чертами. Маска призвана повысить плодовитость членов народа и укрепить его единство. Всего выделяют два вида маски: Буллу (фр. Blou) и Джела (фр. Djela). Ориентировочно танец возник в 1950-х годах, легенды о происхождении танца и связанной с ней маской разнятся, по самой распространённой из них, танец был вдохновлён красивой девушкой Джела лу Заули (фр. Djela Lu Zaouli), чьё имя значит «Джела, дочь Заули». Помимо маски, танцор носит накидку, скрывающую шею и плечи, а на лодыжках и запястьях — браслеты с бубенцами. В каждом поселении есть свой танцор, исполняющий заули.